# Czartoryski Múzeum
A Czartoryski Múzeum (lengyelül: Muzeum Książąt Czartoryskich w Krakowie) az egyik legrégebbi lengyel múzeum. Elődje az 1801-ben Izabela Czartoryska hercegnő által létrehozott gyűjtemény volt Puławyban, amit 1831-ben háborús körülmények miatt Párizsba menekítettek, majd 1878-ban Krakkóba költöztettek.
A múzeum 1992-től a Czartoryski Alapítvány (Fundacja Książąt Czartoryskich) tulajdonában volt és a krakkói Nemzeti Múzeum működtette. 2016. december 29-én a lengyel állam megvásárolta az alapítványtól a gyűjteményt és valamennyi épületét 100 millió euró értékben. A vételár a valódi értékhez képest jelképes volt.
A múzeum a XIII-XVIII. századi európai festőművészet és az európai, valamint iszlám iparművészet alkotásait, továbbá irodalmi és történelmi dokumentumokat gyűjt. Legértékesebb darabja Leonardo da Vinci Hölgy hermelinnel című képe.

## Története

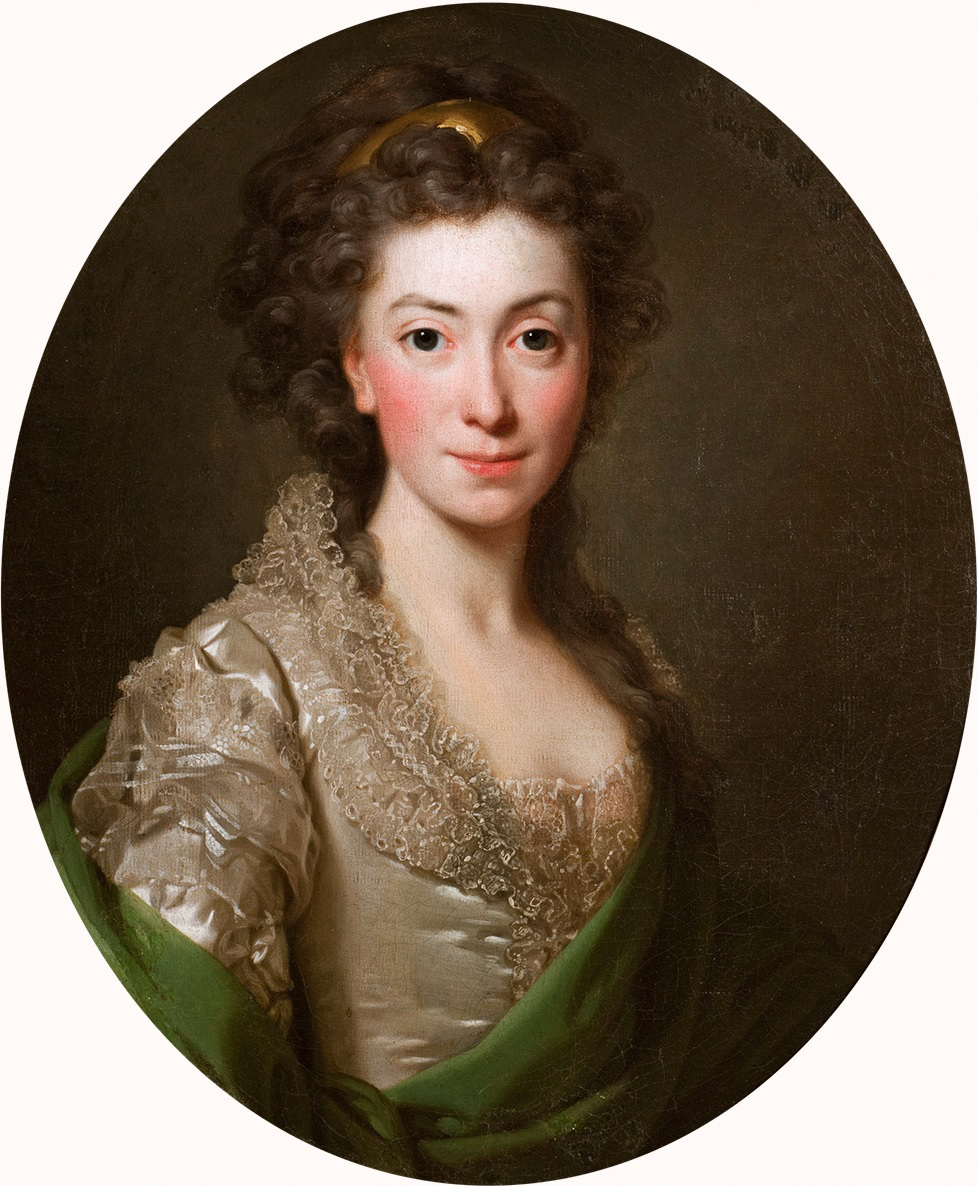
Alexander Roslin: Izabela Czartoryska portréja

### Alapítás
Izabela Czartoryska hercegnő az 1805-ben magyar honfiúsítást nyert Adam Kazimierz Czartoryski, herceg felesége volt. 1801-ben nyitotta meg Puławyban a Szibüllák temploma (Świątynia Sybilli) nevű magánmúzeumát. Gyűjteményét az 1830-ban kitört novemberi felkelés idején feldúlták és részben megsemmisült, illetve egyes darabjait az oroszok elkobozták. Nagyobb részét azonban sikerült megmenteni. Párizsba, a Hôtel Lambertbe szállították, ami az emigrációba kényszerült Czartoryski család lakhelye és a nagy emigráció (Wielka Emigracja) egyik politikai központja volt.
1870-ben Izabela unokája, Władysław Czartoryski herceg úgy döntött, hogy a gyűjteményt Krakkóban helyezi el. 1876-ban sikerült a múzeumot hazaköltöztetnie. Ugyanebben az évben a család hatalmas könyvgyűjteményét, a Czartoryski Könyvtárat (Biblioteka Czartoryskich) a városnak adományozta. A múzeum első otthona a Városi Arzenál (Arsenał Miejski) lett. Az épületet a városi hatóság adta a múzeum céljaira. A herceg később további épületeket vásárolt hozzá, melyeket Albert Bitner, Wandalin Beringer és Zygmunt Hendel építészek egységes épületegyüttessé alakítottak át. A rekonstrukció 1879 és 1901 között zajlott. Az elkészült épületszárnyakat 1880-tól folyamatosan adták át és nyitották meg a látogatók előtt. Közben a herceg a közeli Flórián-kapuban családi kápolnát rendezett be, hogy megmentse az épületet a bontástól.

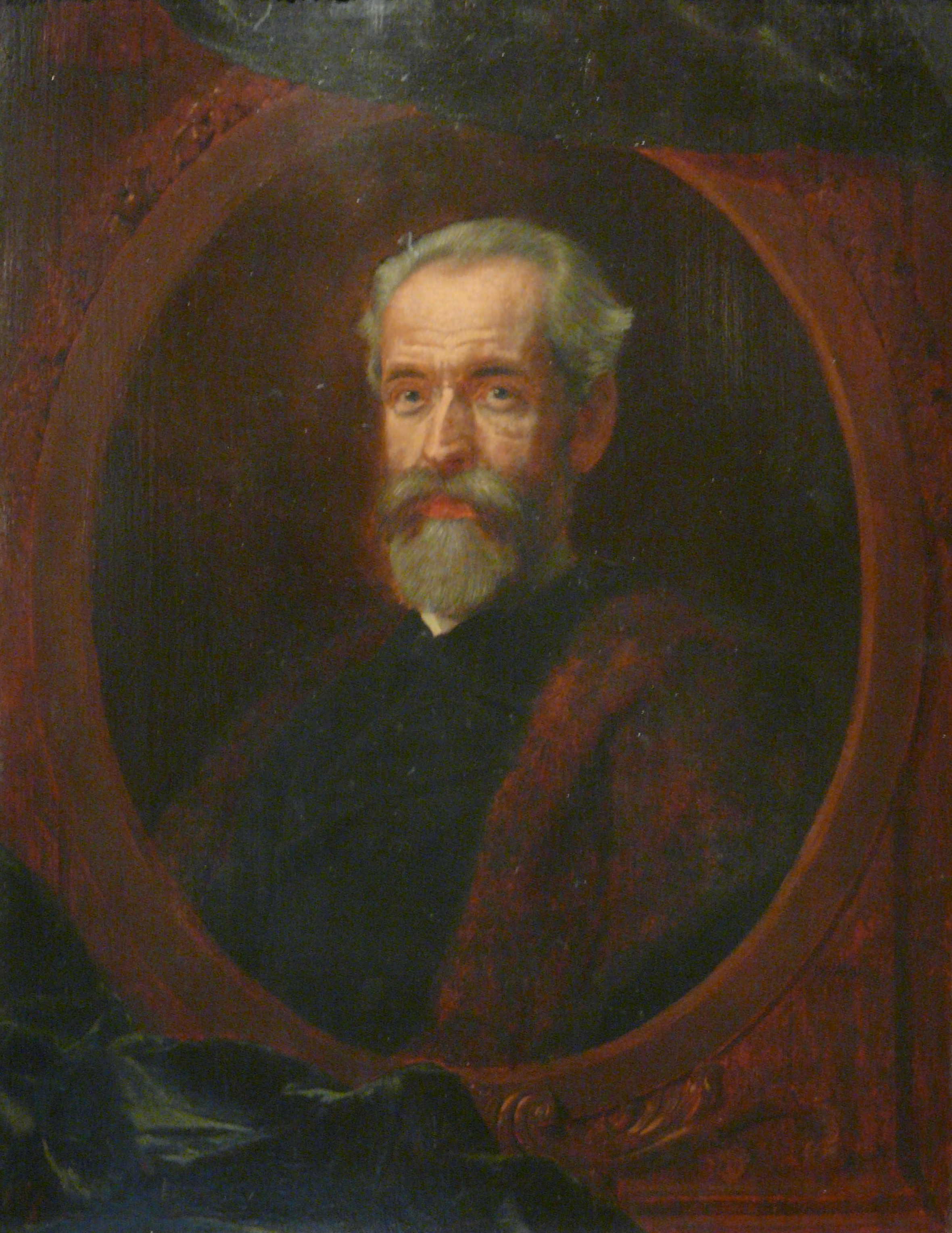
Władysław Czartoryski

### A világháború pusztításai
A második világháború kitörésekor a gyűjtemény legértékesebb darabjait a sieniawai palotában rejtették el. 1939. szeptember 16-án vagy 17-én azonban a németek tudomást szereztek a rejtekhelyről és megkezdődött a gyűjtemény kifosztása. A védelmet szolgáló ládákat összetörték, s számos műtárgyat megrongáltak úgy, hogy a földre dobálták őket. Végérvényesen elpusztult a királyi ékszerdobozba (Szkatuła Królewska) tartozó 64 db olyan tárgy (ékszerek, órák, miniatúrák), amelyek lengyel királyokhoz kötődtek. A királyi ékszerdoboz Izabela Czartoryska gyűjtése és a Szibüllák szentélyének legfontosabb kiállítási darabja volt. Eltűnt továbbá 156 db ókori ötvösművészeti tárgy, 104 db modern ötvösművészeti alkotás, valamint 375 db arany pénzérme. Krakkó német megszállása alatt a fosztogatás folyamatos volt. A háború után a Lengyel Népköztársaság kitartó erőfeszítéseinek köszönhetően a legtöbb dolog visszakerült a helyére. A végleg eltűnt műalkotások közül a legértékesebb Raffaello Fiatal férfi képmása (Portret młodzieńca) című festménye.

### Napjainkban
1950-ben a múzeum a krakkói Nemzeti Múzeum részévé vált, a műkincsek és az épületek tulajdoni viszonyai azonban rendezetlenek maradtak. 1991-ben Marek Rostworowski lengyel kulturális miniszter, aki korábban sok éven át a gyűjtemény kurátora volt, kezdeményezte a jogi helyzet rendezését. Ennek során Adam Karol Czartoryski Spanyolországban élő herceg a tulajdonosi feladatok ellátására megalapította a Czartoryski Alapítványt, a technikai és kurátori feladatokra pedig a krakkói Nemzeti Múzeum kapott megbízást.
2010-ben a múzeumot bezárták nagyjavítási munkák miatt. A felújítás napjainkban is tart, valószínűleg 2019-2020-ban fog elkészülni és újra kinyitni a múzeum.
2016. december 29-én titkos tárgyalások után Adam Karol Czartoryski herceg eladta a lengyel államnak a múzeum gyűjteményét és épületeit jelképes 100 millió euró vételárért. A Czartoryski Alapítvány vezetősége ezt követően lemondott.

## Ókori művészet
Az ókori szépművészeti gyűjtemény a régi Városi Arzenálban kapott helyet. Egyiptomi, görög, etruszk és római kulturális emlékeket őriz a K. e. III. évezredtől a K. u. IV. századig.

## Európai festészet

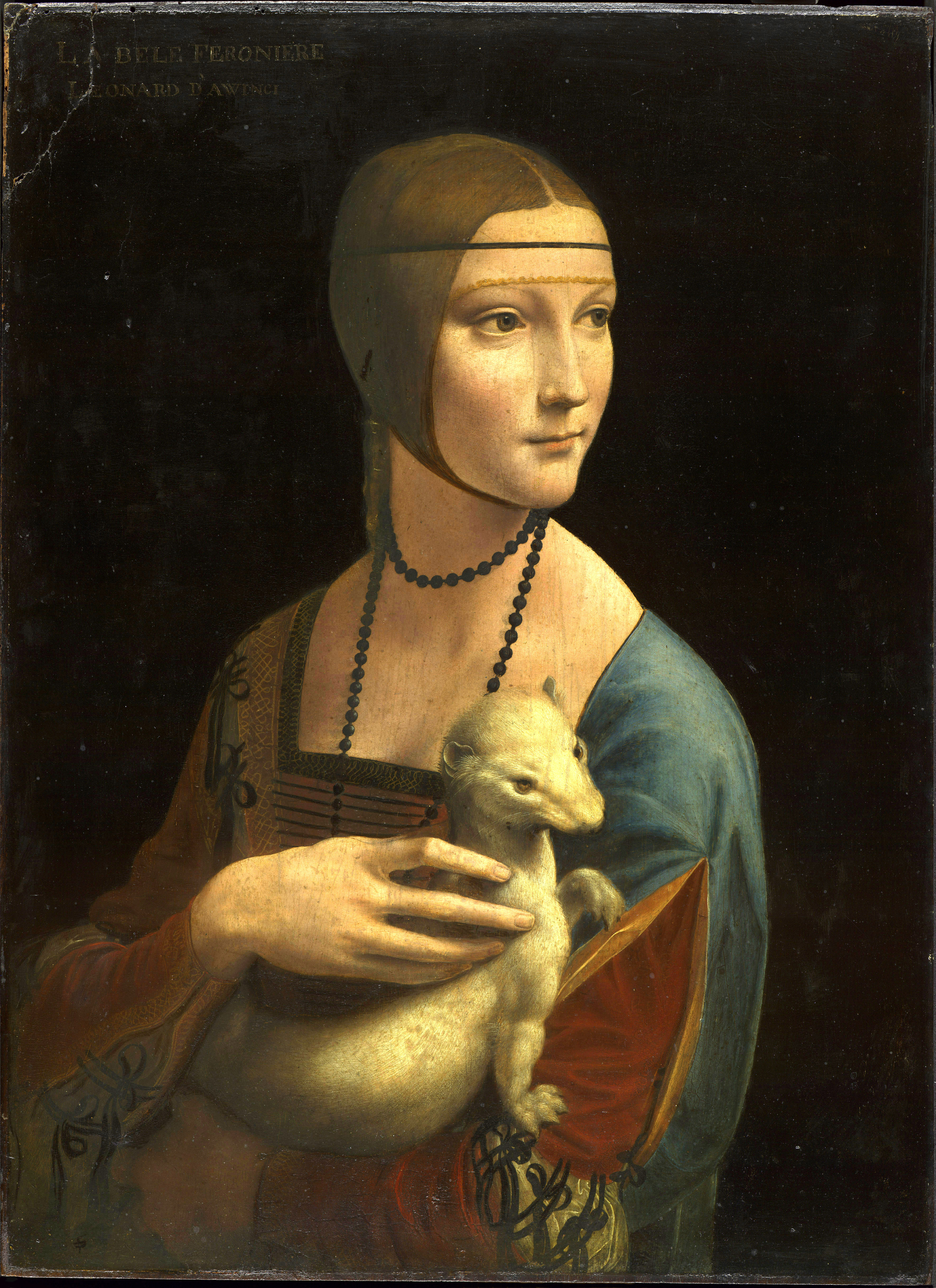
Leonardo da Vinci: Hölgy hermelinnel

Lucas Cranach: A Jagelló család tíz tagjának miniatúrája

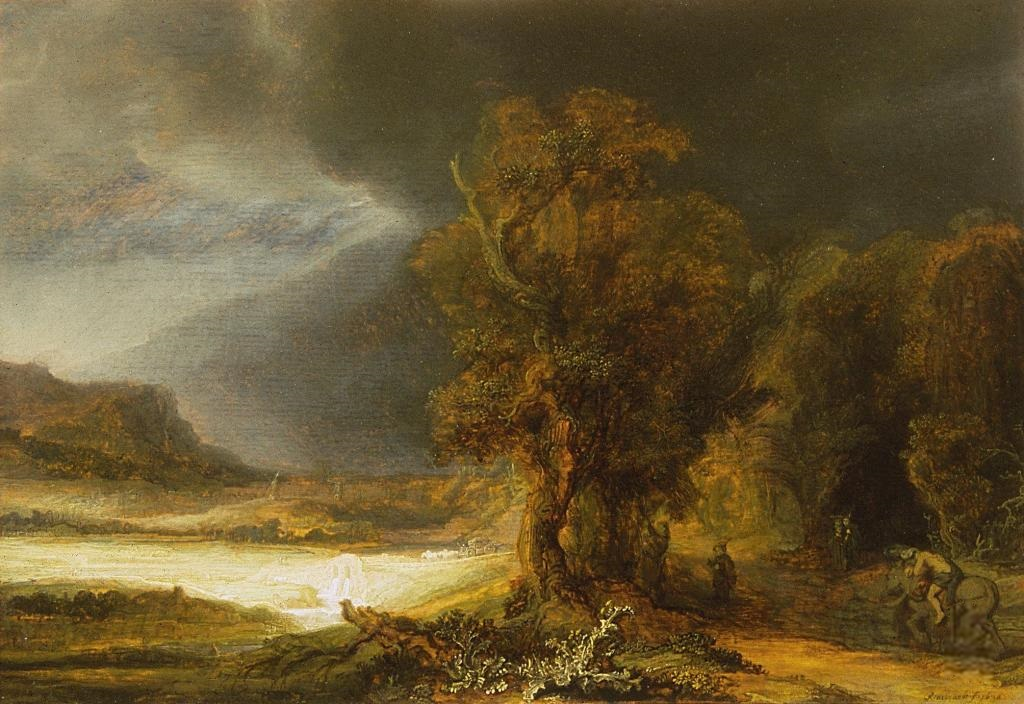
Rembrandt: Tájkép az irgalmas szamaritánussal

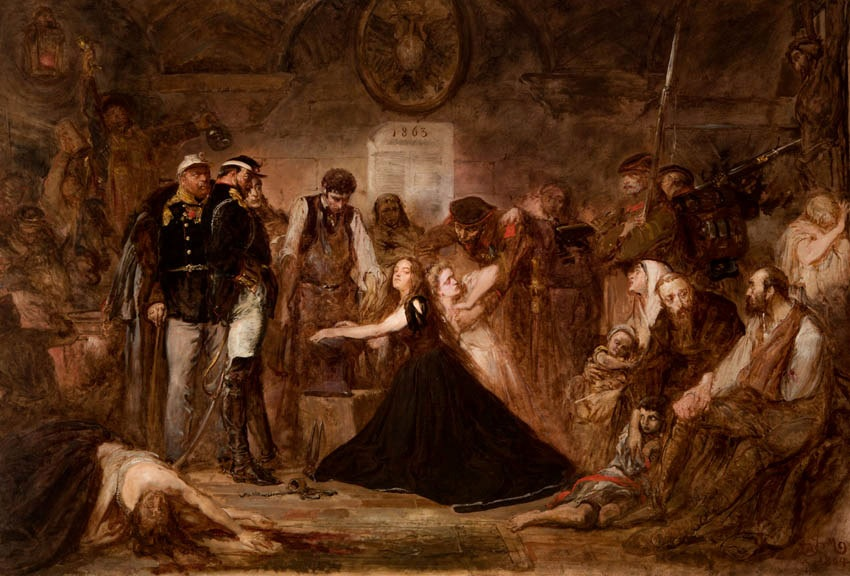
Jan Matejko: Polonia – 1863

A nyugat-európai festészeti osztály többek között az alábbi művészek képeit őrzi:
- Leonardo da Vinci (Hölgy hermelinnel)
- Rembrandt van Rijn (Tájkép az irgalmas szamaritánussal)
- Jacobello di Bonomo (A megkoronázott Mária szentek társaságában – szárnyas oltár)
- Dieric Bouts (Angyali üdvözlet)
- Pieter Bruegel (Tájkép sziklás szigettel)
- Vincenzo Catena (Madonna a gyermekkel)
- Joos van Cleve (Madonna a gyermekkel)
- François Clouet (Férfi képmása)
- Lucas Cranach (A Jagelló család tíz tagjának miniatúrája)
- Carlo Crivelli (Remete Szent Antal és Szent Lúcia)
- Bernardo Daddi (Szentek csoportja)
- Claude Deruet (Kalapos nő portréja)
- Hans Holbein (Férfi képmása)
- Jacob Jordaens (A szatír a parasztnál)
- Hans von Kulmbach (Szent Katalin)
- François Lemoyne (Ámor és Psyché)
- Lorenzo Lotto (A Madonna Szent Katalinnal és Szent Ferenccel)
- Alessandro Magnasco (Remeték)
- Andrea Mantegna (Judit Holofernes fejével)
- Jan Mostaert (Udvarnő arcképe)
- Caspar Netscher (Lengyel viseletbe öltözött fiú portréja)
- Palma Vecchio (A Szent Család)
- Hendrik van Steenwijck (Gótikus templom belsőtere)
- Michele Tosini (Venus Victrix)
- Adriaen van der Werff (Vénusz és Kupidó)
- Michele da Verona (Brutus és Porcia)
- Cornelis Vroom (Tájkép vadásszal)
- Artur Grottger (Phryne)
- Jan Matejko (Polonia – 1863)
- Jean-Pierre Norblin de La Gourdaine (Reggeli a kertben)
- Aleksander Orłowski (Csatajelenet)

## Külső kapcsolatok
- A krakkói Czartoryski Múzeum weblapja

## Kapcsolódó oldalak
- Czartoryski vár

## Fordítás
- Ez a szócikk részben vagy egészben a Muzeum Książąt Czartoryskich w Krakowie című lengyel Wikipédia-szócikk ezen változatának fordításán alapul.  Az eredeti cikk szerkesztőit annak laptörténete sorolja fel. Ez a jelzés csupán a megfogalmazás eredetét és a szerzői jogokat jelzi, nem szolgál a cikkben szereplő információk forrásmegjelöléseként.